# Teocentrismo
Teocentrismo (do grego θεóς, theos, "Divindade"; e κέντρον, kentron, "centro") é a filosofia ou doutrina que considera Divino o fundamento de toda a ordem no mundo. Nesta visão, o significado e o valor das ações feitas às pessoas ou ao ambiente são atribuídas a Divindade. Os princípios do teocentrismo, como a humildade, o respeito, a moderação, a abnegação e a atenção, pode levar a uma forma de Ambientalismo. A Idade Média talvez possa ser denominada teocêntrica porque muitas de suas ideias giravam em torno de Deus, de acordo com a revelação judaico-cristã.
Como contraponto ao teocentrismo, surgiu o antropocentrismo, uma visão que coloca o ser humano no centro das atenções, destacando sua razão, seu valor individual e sua capacidade de transformar o ambiente à sua volta.

## Etimologia
O termo teocentrismo tem origem no grego "theos", que significa "Deus". A palavra expressa uma concepção de mundo na qual Deus é considerado o centro da vida.

## Teologia

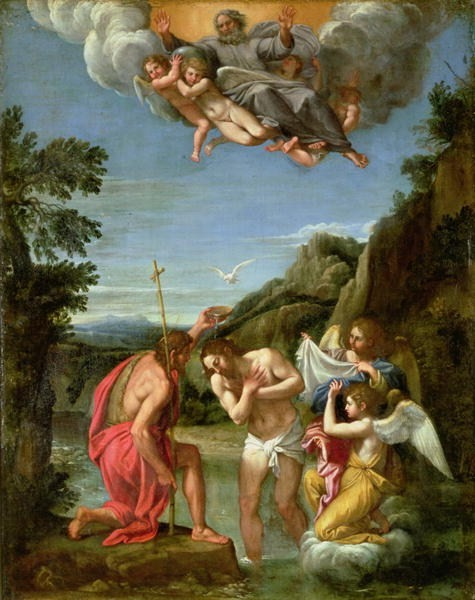
O Pai, o Filho e o Espírito Santo na pintura O batismo de Cristo, de Francesco Albani (1578–1660)

Em teologia cristã, o teocentrismo às vezes foi usado para descrever teologias que se concentram no Deus Pai, em oposição àquelas que se concentram em Cristo (cristocêntrico) e no Espírito Santo. O teocentrismo foi um elemento-chave da cristologia de Santo Agostinho.
Este ponto de vista encontra resistência entre alguns teólogos que alegam que ele representa um desafio para a trindade. Um desses teólogos é Carl Baaten que disse: "Se podemos falar de Deus, que é realmente Deus à parte de Cristo, na verdade não há razão para a doutrina da Trindade. Algum tipo de unitarianismo vai fazer o trabalho." Paul F. Knitter, em sua defesa, como cristão teocêntrico, disse que isso depende de como a unidade entre Deus e Jesus Cristo é vista dentro da trindade. Ele diz que, "não podemos tão bem ou exclusivamente afirmar que o logos/Cristo é Jesus. A ação de 'encarnar' do Logos é atualizada mas não restrita a Jesus. Deus se manifestou e é Jesus de Nazaré e este é o único e verdadeiro Deus".
No entanto, o termo pode ser confuso porque teocentrismo também pode se referir a uma teologia que não se centra em qualquer pessoa da Trindade, mas sim enfatiza a Divindade como um todo. Teologias que se concentram no Pai são muitas vezes referidos como "paternocentricas". foi cristologia de Santo Agostinho.